# Hello (ソーシャルネットワーク)
Hello（helloと表記される）は、Orkutの作者であるOrkut Büyükköktenによって設立されたソーシャル・ネットワーキング・サービスである。 現在、サービスはAndroidとiOS向けのモバイルアプリで提供されている。2016年5月1日、2014年9月30日に終了したOrkutの代替サービスとして開始された。HelloはHello Networkが所有している。
Orkutのアクティブユーザーは3億人であったのに対して、2019年9月現在、Helloのダウンロード数は約100万である。